# Kim cương nhân tạo

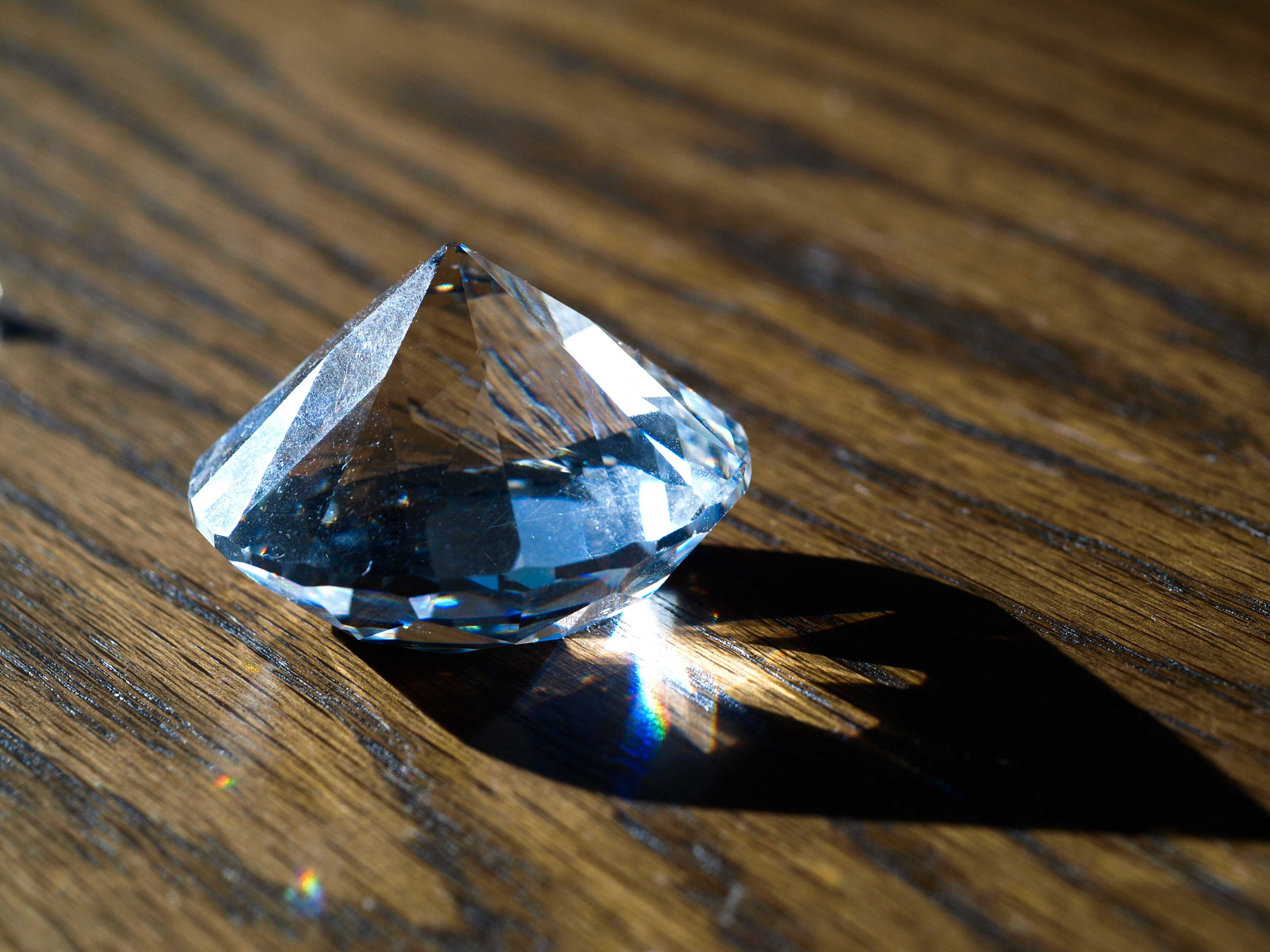
Một viên kim cương nhân tạo trong suốt

Kim cương nhân tạo hay kim cương tổng hợp là loại đá được sản xuất với ánh quang, tính chất vật lý giống như một viên kim cương tinh khiết và do con người và máy móc hiện đại làm ra.

## Đặc điểm
Kim cương nhân tạo có tính chất vật lý và hóa học giống như kim cương thiên nhiên. Kim cương nhân tạo có thành phần là cacbon, trọng lượng riêng là 3,52, chiết suất 2,417. Có những loại kim cương nhân tạo có thể chịu được áp suất gấp 1,3 triệu lần áp suất không khí theo một chiều nhất định, vẫn an toàn dưới áp suất gấp 600.000 lần từ các chiều khác nhau, và rắn hơn kim cương trong tự nhiên. Không giống như kim cương tự nhiên ở dạng tinh thể, kim cương mới thuộc về vật chất vô định hình.
Sự hình thành của kim cương tự nhiên đòi hỏi rất cụ thể điều kiện tiếp xúc với các vật liệu carbon chịu áp lực cao, dao động khoảng từ 4.41 đến 5.88 triệu tấn (4,5 và 6 GPa), nhưng ở một phạm vi nhiệt độ tương đối thấp giữa khoảng 900 và 1.300 °C (1.650 và 2.370 °F).

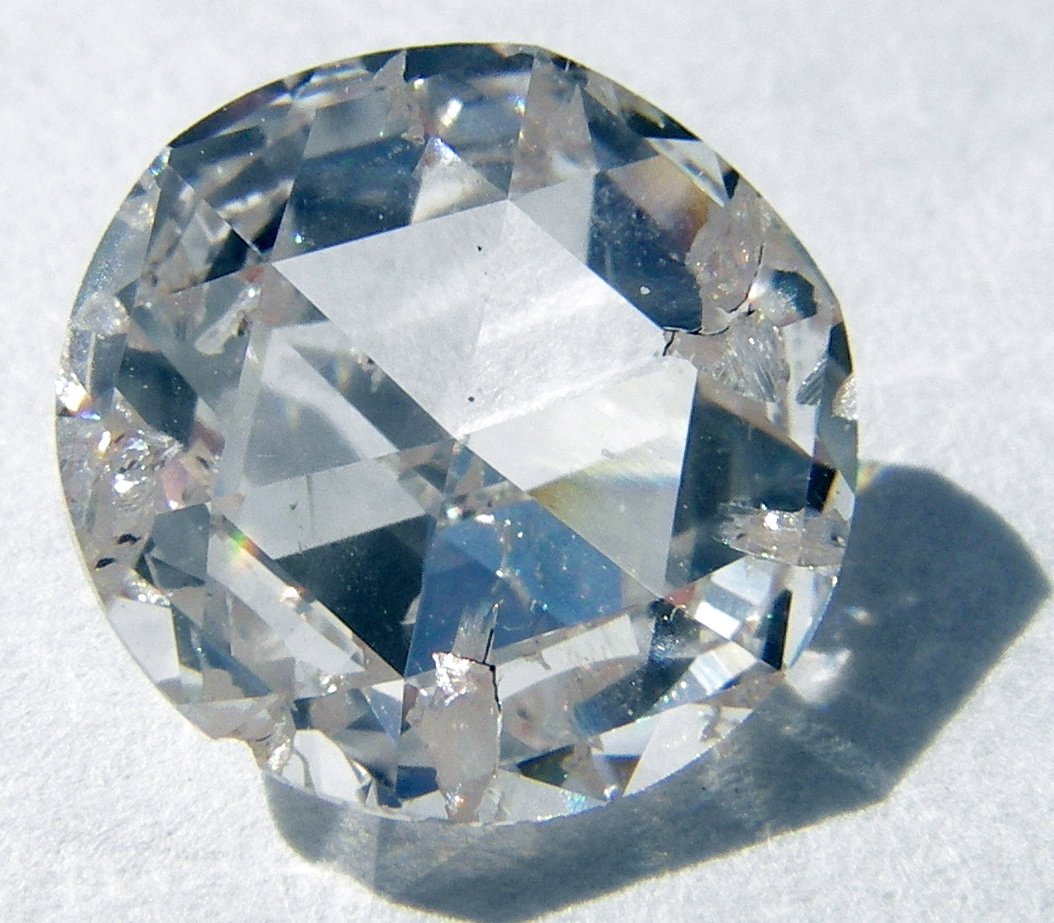
Một viên kim cương nhân tạo

Nhưng điều khác biệt là kim cương nhân tạo do con người tạo ra trong phòng thí nghiệm trong khoảng thời gian tương đối ngắn. Kim cương nhân tạo thường được sử dụng trong các ngành công nghiệp kỹ thuật quang học, các chip điện tử cao cấp. Kim cương nhân tạo được tổng hợp theo 2 phương pháp chính là phương pháp cao áp cao nhiệt HPHT (high pressure, high temperature tạm dịch là nhiệt độ cao ở áp suất cao) sử dụng nhiệt độ và áp suất cực kỳ cao nhằm tái tạo môi trường giống như môi trường tái tạo kim cương trong lòng đất và phương pháp bốc hơi lắng tụ hóa học CVD (chemical vapor deposition) sử dụng sự bốc hơi hóa học của hợp chất khí Carbon dưới tác động của tia nhiệt plasma tạo sự phân chia phân tử khí cho đến khi chỉ còn lại nguyên tử cacbon lắng tụ và phát triển trên mầm kim cương có sẵn.
Với góc cắt đẹp, sắc sảo và giá thành tương đối hợp lý, đó là những ưu điểm của kim cương nhân tạo. Kim cương nhân tạo và vẻ đẹp của nó đã thu hút sự yêu thích và mong muốn sở hữu của nhiều người, nhất là phái nữ. Hiện tại, thị trường đưa ra nhiều kiểu dáng đa dạng với đủ ánh lấp lánh: hồng, tím, xanh lơ, xanh lá cây, đỏ, đỏ nhạt, cam..., chủ yếu có nguồn gốc từ Hồng Kông, Hà Lan, Bỉ... Những chuyên gia kiểm định hay nhà kinh doanh kim cương lâu năm nếu bằng mắt thường cũng khó có thể phân biệt với kim cương thiên nhiên.
Tuy nhiên, nhiều chuyên gia cho rằng giá thành của kim cương nhân tạo rất cao, do việc tạo ra môi trường giống như tự nhiên để cho ra đời kim cương nhân tạo vô cùng tốn kém và đắt hơn cả kim cương thiên nhiên nên thị trường trang sức thế giới rất hiếm khi dùng kim cương nhân tạo. Những kim cương nhân tạo được quảng cáo rầm rộ trên thị trường, thực chất hầu hết chỉ là đá tổng hợp, thường là đá Zirconia (Đá CZ) hay moissanit.

## Sản xuất và tiêu thụ

### Trên thế giới
Năm 1953, người ta đã sản xuất ra kim cương nhân tạo có giá thành bằng 50% kim cương thiên nhiên và hiện nay giá thành khoảng 30%. Loại kim cương này tuy có độ cứng hoàn hảo nhưng màu và độ sạch kém, không đạt chuẩn ngọc quý trong trang sức. Năm 1970, Mỹ sản xuất thành công kim cương quý tổng hợp có đầy đủ tính chất hóa học như kim cương thiên nhiên. Tuy nhiên, giá thành của loại này cao hơn kim cương tự nhiên gấp nhiều lần nên hiếm khi xuất hiện trên thị trường.
Nhu cầu kim cương nhân tạo ở những thị trường mới nổi như Trung Quốc và Ấn Độ đang tăng nhanh nhất thế giới, với tốc độ 10-15% mỗi năm. Trung Quốc được kỳ vọng sẽ duy trì vị trí nhà sản xuất kim cương tổng hợp công nghiệp hàng đầu thế giới, với sản lượng hàng năm đạt hơn 4 tỷ carat. Mỹ rất có thể sẽ vẫn là nhà sản xuất và xuất khẩu kim cương chủ chốt trong thập kỷ tới.
Chỉ khoảng 20% sản lượng kim cương trên thế giới được dùng làm trang sức. 80% kim cương kém phẩm chất hơn được sử dụng trong công nghiệp và các ứng dụng nghiên cứu. 
Theo Báo cáo thị trường kim cương công nghiệp do hãng nghiên cứu thị trường Merchant Research and Consulting (Anh) thực hiện, kim cương tổng hợp chiếm tới 88% lượng kim cương được sử dụng trong công nghiệp. Kim cương nhân tạo có thể được sản xuất trên quy mô lớn và tính chất của sản phẩm tổng hợp này mang lại nhiều ứng dụng.

### Tại Việt Nam
Ở Việt Nam, thời gian gần đây, nhiều loại trang sức gắn đá tổng hợp được quảng cáo rầm rộ với tên gọi kim cương nhân tạo, tuy nhiên, theo nhiều chuyên gia, thị trường hiện chưa có mua bán kim cương nhân tạo thực sự, mà kim cương nhân tạo được quảng cáo sai lầm trên thị trường hiện nay thực chất chỉ là viên đá nhân tạo hay đá tổng hợp, thường là đá Zirconia (Đá CZ) hay moissanit được bàn tay con người xử lý để vươn đến độ lấp lánh, độ trong, cứng và đẹp mắt gần như kim cương thật hay kim cương nhân tạo. Tuy nhiên, giới kinh doanh cho rằng đá tổng hợp kém rất xa về độ bền, độ chiếu và cạnh giác mài không sắc nét và bị định giá quá cao, vượt nhiều lần giá trị thực, bởi độ lấp lánh của những viên đá tổng hợp sẽ nhanh chóng phai mờ và trầy xước. Giá của đá Zirconia thấp hơn viên kim cương cùng loại khoảng 1000 - 2000 lần và giá của moissanit thấp hơn kim cương tự nhiên 15 - 20 lần, thường được quảng cáo sai lầm là kim cương nhân tạo để "thổi giá" cao lên.